# Plagiotropidaceae
Famille
Les Plagiotropidaceae sont une famille d'algues de l'embranchement des Bacillariophyta (Diatomées), de la classe des Bacillariophyceae et de l’ordre des Naviculales.

## Étymologie
Le nom de la famille vient du genre type Plagiotropis,  dérivé du grec  πλάγιος / plágios, « oblique ; de travers », et τροπις / tropis, « quille ; carène », en référence à « la quille non centrale, mais fortement excentrique » de cette diatomée.

## Liste des genres
Selon AlgaeBase (21 mai 2022) :
- Banquisia Paddock, 1988
- Ephemera Paddock, 1988
- Manguinea Paddock, 1988
- Mannsia T.B.B.Paddock, 1988
- Meuniera P.C.Silva, 1996
- Orthotropis Cleve, 1891
- Pachyneis Simonsen, 1974
- Phycostilus S.Blanco, 2020
- Plagiolemma Paddock, 1988
- Plagiotropis Pfitzer, 1871  genre type
- Stauropsis Meunier, 1907
- Staurotropis T.B.B.Paddock, 1988
- Stilus T.B.B.Paddock, 1988

## Systématique
Le nom correct complet (avec auteur) de ce taxon est Plagiotropidaceae D.G.Mann, 1990.